# Palmeira (Sal)
Palmeira é uma localidade de Cabo Verde, situada na costa oeste da Ilha do Sal.
Situa-se junto ao mar, possuindo uma porto e único porto ativado na ilha desde anos de 1960 com rodovias de mar com outros ilhas, São Nicolau, Boa Vista e indiretamente Santiago e São Vicente.  Na zona oeste na costa possuindo algumas praias de Fontana e Buracona.

## Pesca

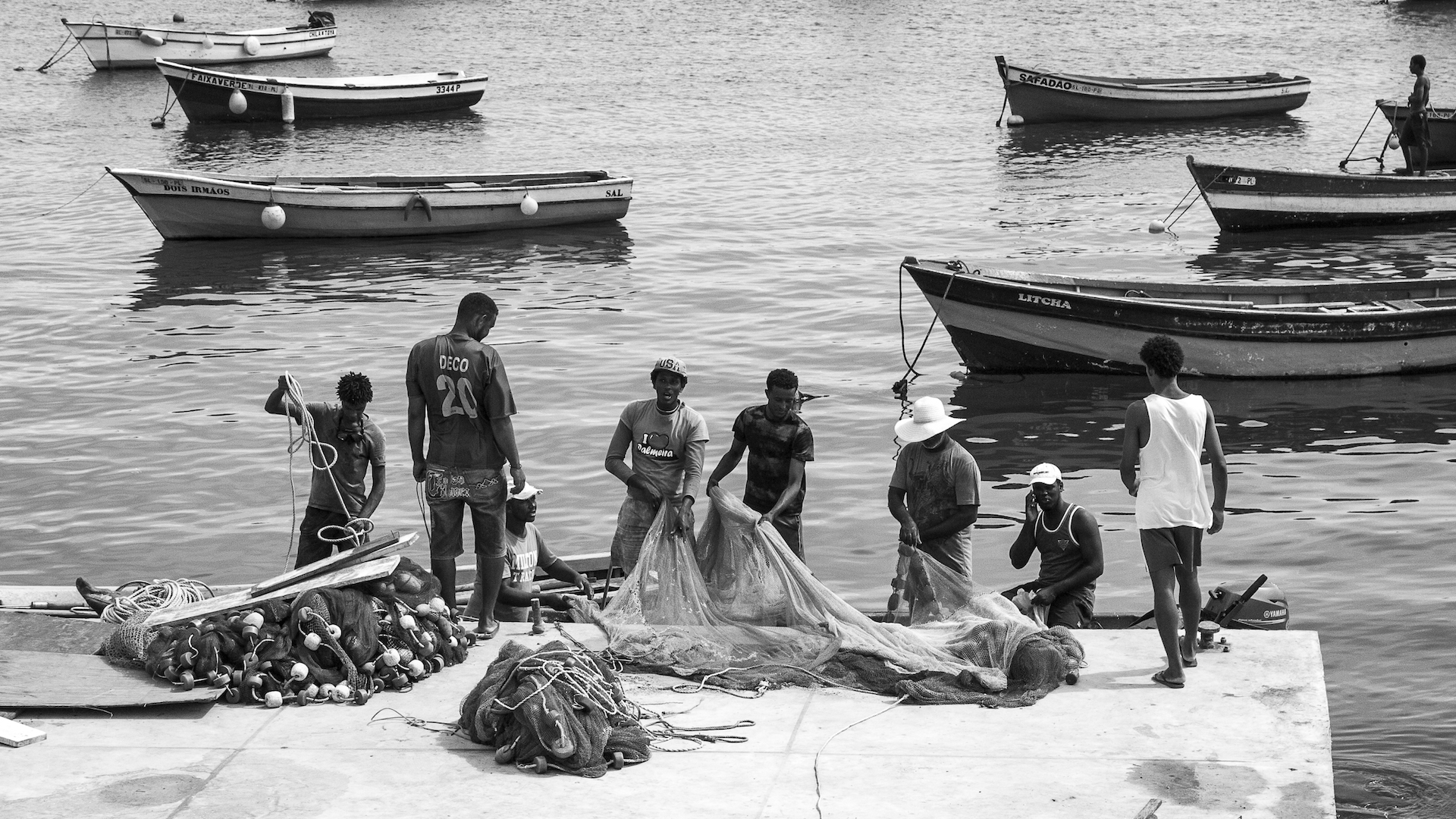
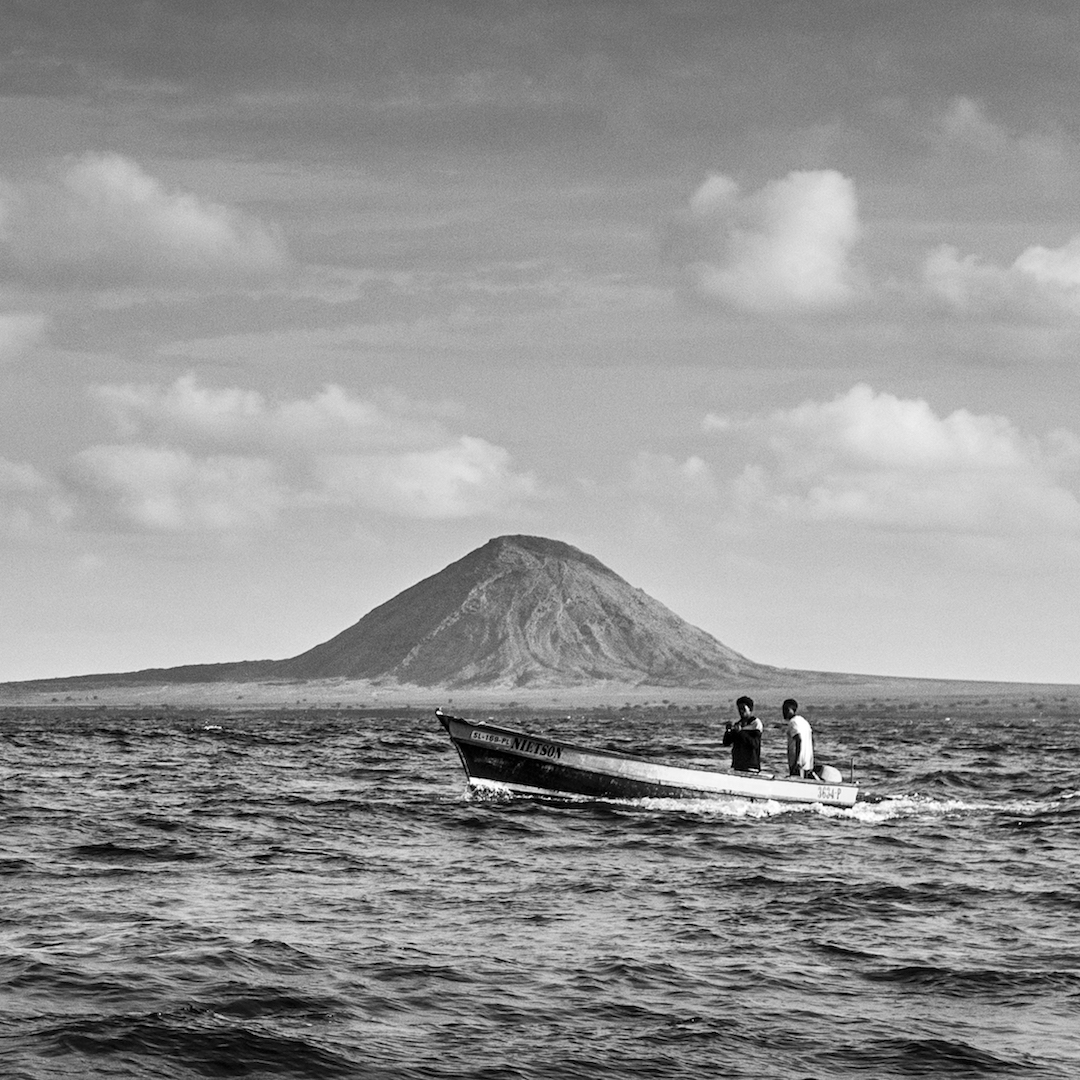
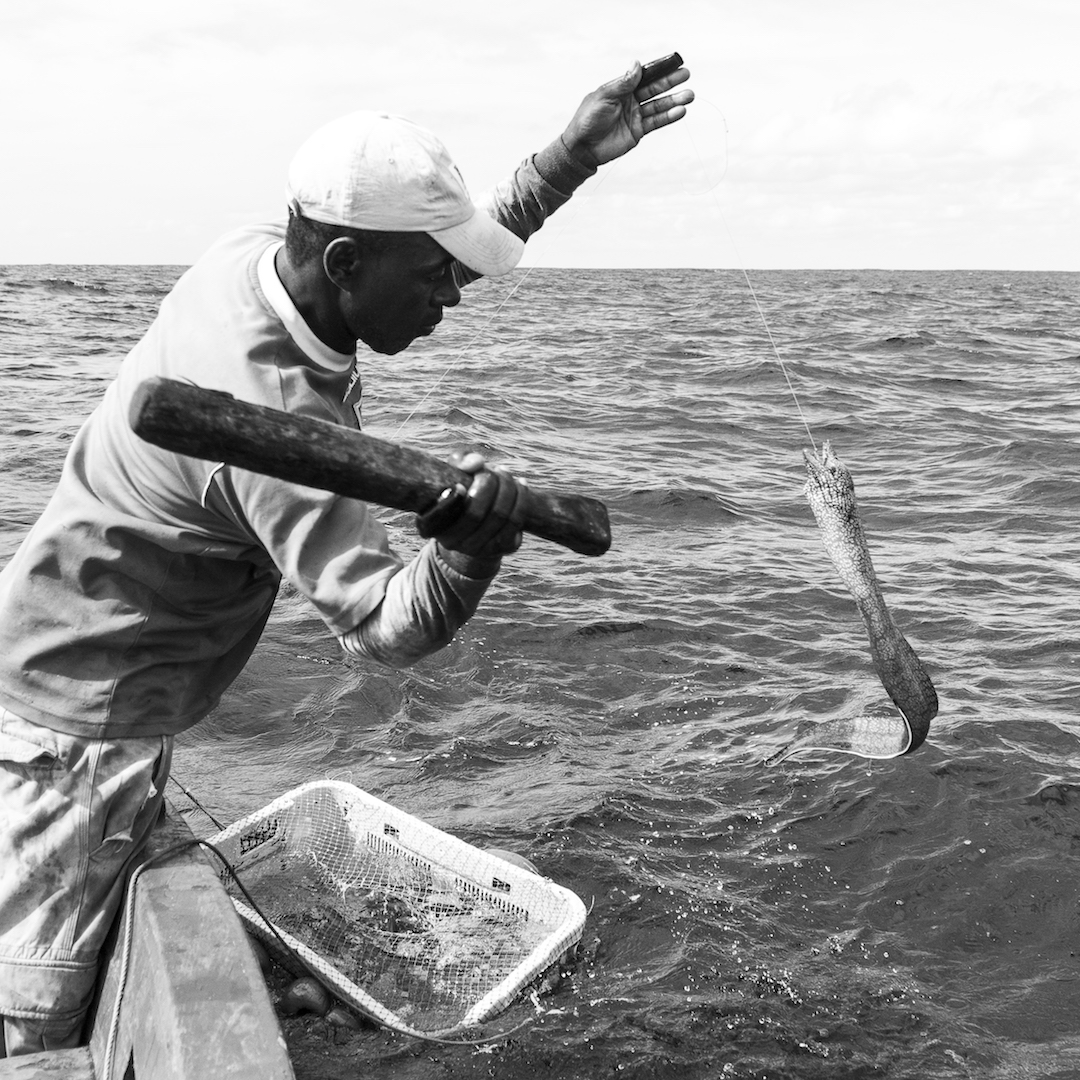
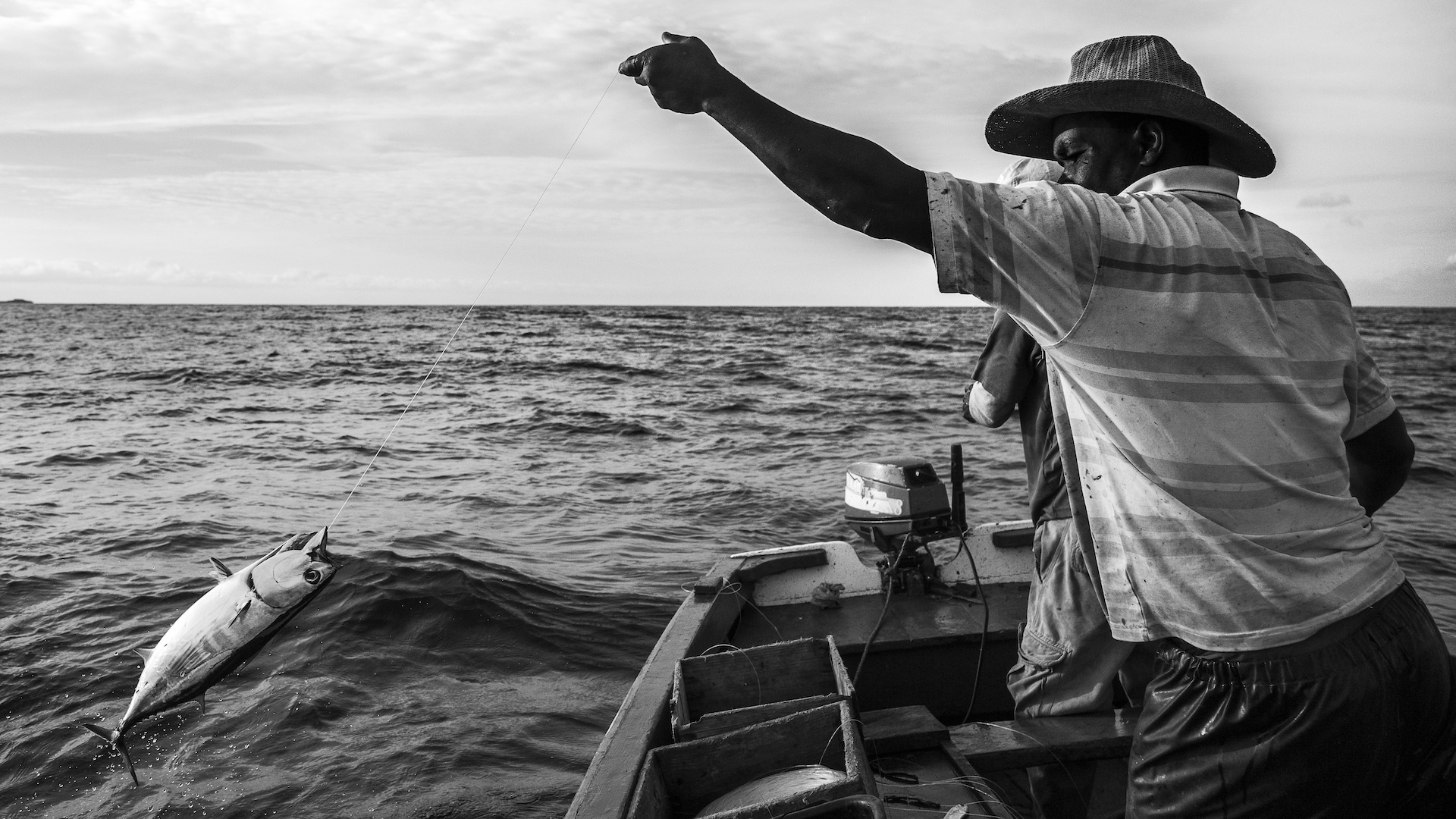
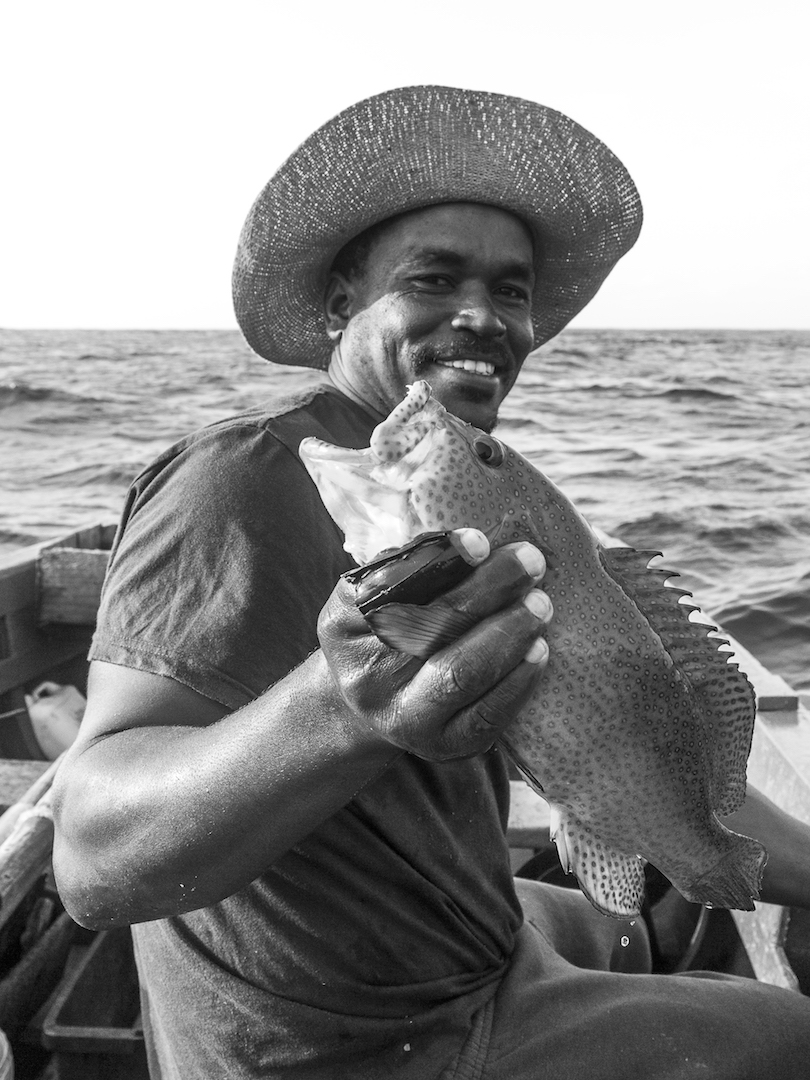

## Patrimónios
- Igreja de São José
- Igreja Nazareno
- Biblioteca Municipal Jorge Barbosa